# La Luna Sangre
La Luna Sangre es una serie de televisión filipina transmitida por ABS-CBN desde el 19 de junio de 2017 hasta el 2 de marzo de 2018. Es una secuela de Lobo (2008) e Imortal (2011).
Está protagonizada por Kathryn Bernardo y Daniel Padilla, con la participación antagónica de Richard Gutierrez, y las participaciones especiales Angel Locsin, John Lloyd Cruz, Maricar Reyes, Albert Martínez y Tanya Garcia. Cuenta además con las actuaciones estelares de Joross Gamboa, Bryan Santos, Dino Imperial, Tony Labrusca, Gelli de Belen y Ina Raymundo.

## Elenco
- Kathryn Bernardo - Malia Rodriguez
- Daniel Padilla - Tristan Torralba
- Richard Gutierrez - Sandrino "Supremo" Villalobo / Gilbert Imperial
- Angel Locsin - Jacintha Magsaysay / Lia Ortega de Rodriguez
- Maricar Reyes-Poon - Samantha "Sam" Imperial
- Albert Martínez - Theodore "Prof. T" Montemayor
- Gelli de Belen - Bettina "Betty" Torralba
- Freddie Webb - Sen. Salvador Paglinauan
- Ina Raymundo - Veruska Arguelles
- Joross Gamboa - Baristo Elizeo
- Tony Labrusca - Jake Arguelles
- Bryan Santos - Gael Mercado
- Dino Imperial - Jethro Kabigting
- Khalil Ramos - Lemuel Ruiz
- Maymay Entrata - Apple Torralba
- Sue Ramirez - Catleya
- Ahron Villena - Omar / Andrew
- Polo Ravales - Erin
- Meryll Soriano - Greta Lumakad
- Noel Trinidad - Gabriel Torralba
- Debraliz Valasote - Pina Torralba
- Randy Santiago - Noel "Doc" Domingo
- Desiree del Valle - Summer Sison
- Hyubs Azarcon - Bogart
- Alora Sasam - Winter Sison
- Joan Bugcat - Spring Sison
- Jharim Saddam - Porky
- Francis Magundayao - Nognog Sebastian
- Kristel Fulgar - Ningning Ramos
- Patrick Sugui - Andrei Dominic "Adee" Ilagan
- Michelle Vito - Joey Angela Martinez
- Jane de Leon - Lauren Catapang
- Badjie Mortiz - Piolo James "Mata" Magbanua
- Joe Vargas - Hanno
- Joshua Colet - Leo Nakpil
- Lance Pimentel - Rambo
- Kyle Verches - Rocky
- Anjo Damiles - Angelo
- Sam Pinto - Diana
- Myrtle Sarrosa - Therine
- Miho Nishida - Myka
- Derick Hubalde - Chino
- Paulo Angeles - Mark
- Johan Santos - Rafael Borreros
- Alyana Asistio - Neri
- Joey Marquez - Sen. Rodolfo Mallari
- Shamaine Centenera-Buencamino - Barang
- Sylvia Sanchez - Dory Lumakad
- Teresa Loyzaga - Maria Villalobo
- Dennis Padilla - Berto Lumakad
- Mel Kimura - Iska "Madam Star"
- John Steven de Guzman - Kuto Lumakad
- Chun Sa Jung - Lisa Lumakad
- Karel Marquez - Nisha
- Belle Mariano - Jan-Jan
- Edward Barber - Collin
- Romnick Sarmienta - Antonio Torralba
- Tanya Garcia - Rica "Fall" Sison de Toralba
- Wowie de Guzman - Benjie
- Nikki Valdez - Lydia
- Mike Agassi - Miguel
- William Lorenzo - Yago
- Mikylla Ramirez - Nora
- Niña Dolino - Clarisse Zaragoza
- John Lloyd Cruz - Mateo Rodriguez